# Lupinus chlorolepis
Lupinus chlorolepis är en ärtväxtart som beskrevs av Charles Piper Smith. Lupinus chlorolepis ingår i släktet lupiner, och familjen ärtväxter. Inga underarter finns listade i Catalogue of Life.